# 1451 Ґране
1451 Ґране (1451 Granö) — астероїд головного поясу, відкритий 22 лютого 1938 року.
Тіссеранів параметр щодо Юпітера — 3,649.